# Зебжидовиці (Сілезьке воєводство)
Зебжидовіце (пол. Zebrzydowice, нім. Seibersdorf) — село в Польщі, у гміні Зебжидовиці Цешинського повіту Сілезького воєводства.
Населення — 5368 осіб (2011).
У 1975-1998 роках село належало до Катовицького воєводства.

## Демографія
Демографічна структура станом на 31 березня 2011 року:
|          | Загалом | Допрацездатний вік | Працездатний вік | Постпрацездатний вік |
| -------- | ------- | ------------------ | ---------------- | -------------------- |
| Чоловіки | 2617    | 521                | 1819             | 277                  |
| Жінки    | 2751    | 537                | 1598             | 616                  |
| Разом    | 5368    | 1058               | 3417             | 893                  |